# Quintanar de la Sierra
Quintanar de la Sierra est une commune d'Espagne dans la communauté autonome de Castille-et-León, province de Burgos. Elle s'étend sur 59,904 km2 et comptait environ 1 557 habitants en 2022.

## Géographie

### Localisation
Les communes limitrophes sont  Canicosa de la Sierra, Neila, Palacios de la Sierra, Regumiel de la Sierra, Valle de Valdelaguna et Vilviestre del Pinar.